# Region Macedonia Środkowa
Region Macedonia Środkowa (nwgr. Κεντρική Μακεδονία, trl. Kentrikī́ Makedonía) – jeden z 13 regionów administracyjnych w Grecji. Położony jest w północnej części kraju i zajmuje środkową część greckiej Macedonii, która stanowi część dawnej krainy historycznej Macedonia. Graniczy od zachodu z regionem Macedonia Zachodnia, od południowego zachodu z Regionem Tesalia, od wschodu z regionem Macedonia Wschodnia i Tracja, a od północy z Bułgarią i Macedonią Północną. Od południa ograniczony jest przez Morze Egejskie. Na wschodnim krańcu półwyspu Chalkidiki graniczy z okręgiem autonomicznym Athos.
Wraz z Regionem Macedonia Wschodnia i Tracja tworzy Administrację Macedonia-Tracja.
Stolicą regionu są Saloniki.
Administracyjnie region Macedonia Środkowa podzielony jest bezpośrednio na 38 gmin (demosów), zgrupowanych w siedem jednostek regionalnych, które nie stanowią szczebla greckiej administracji:
- Jednostka regionalna Chalkidiki ze stolicą w Polijiros
- Jednostka regionalna Imatia ze stolicą w Werii
- Jednostka regionalna Kilkis ze stolicą w Kilkis
- Jednostka regionalna Pella ze stolicą w Edessie
- Jednostka regionalna Pieria ze stolicą w Katerini
- Jednostka regionalna Saloniki ze stolicą w Salonikach
- Jednostka regionalna Seres ze stolicą w Seres